# Maxillaria fletcheriana
Maxillaria fletcheriana är en orkidéart som beskrevs av Robert Allen Rolfe. Maxillaria fletcheriana ingår i släktet Maxillaria och familjen orkidéer. Inga underarter finns listade i Catalogue of Life.